# Алкамен (царь Спарты)
Алкамен (др.-греч. Ἀλκαμένης) — царь Спарты из рода Агиадов, сын Телекла. Правил, по разным датировкам, в конце IX — первой половине VIII века до н. э. совместно с Феопомпом из рода Еврипонтидов. При нём была развязана Первая Мессенская война (743/740—724/720 год до н. э.), в которой он совершил удачный поход на мессенский город Амфея. Также во время правления Алкамена был захвачен ахейский город Гелос и отправлен посланник на Крит, чтобы закончить междоусобные войны.

## Биография
После смерти Телекла царём из Агиад стал его сын Алкамен. Его соправителем из Еврипонтидов был Феопомп, сын Никандра. Согласно «Исторической библиотеке» Диодора Сицилийского, Алкамен правил 38 лет, а на десятом году его царствования была проведена первая Олимпиада. Согласно «Хронике» Евсевия Кесарийского, его правление пришлось на период 813—776 годов до н. э. Плутарх приводит 3 цитаты Алкамена в «Изречениях спартанцев» и свидетельствует о том, что Алкамену и Феопомпу было предсказано оракулом следующее: «Страсть к накопленью богатств когда-нибудь Спарту погубит».
Во время правления Алкамена на Крит был послан знатный спартанец Хармид, сын Эвтия, чтобы прекратить междоусобные воины на острове, а также для того, чтобы критяне ушли с небольших городов вдали от побережья и построили удобные для морских сообщений города. Также при Алкамене был разрушен ахейский город Гелос; помогавшие городу аргивяне тоже были повержены. Захваченные жители Гелоса первыми стали именоваться илотами. Эстонский историк Майт Кыйв отметил, что завоевание Гелоса была частью конфликта между Спартой и Аргосом, начавшегося ещё при Никандре, соправителе Телекла.
При Алкамене развязалась Первая Мессенская война. В историографии её началом принят период 743—740 годов до н. э. Отношения между Спартой и Мессенией были ухудшены из-за убийства Телекла во время праздника в святилище Артемиды Лимнатиды, которое было общим для спартанцев и мессенцев. Лакедемоняне утверждали, что виновны мессенцы. Мессенцы же оправдывались тем, что, по их мнению, Телекл устроил заговор против их первых лиц. Главной причиной начала войны стало следующее: Полихар, победитель четвёртых Олимпийских игр, получил в награду стадо коров, но у него не было земли для их выгона, поэтому он отдал их спартанцу Эвефну, позволив получать часть прибыли. Эвефн продал стадо, а Полихару сообщил о том, что коров забрали разбойники, однако один из пастухов уличил его во лжи. Тогда Эвефн извинился перед Полихаром и его сыном и пообещал вернуть деньги, полученные за коров. Вместе с сыном мессенца спартанец пошёл за ними. Но как только они зашли в Лаконику, Эвефн убил его. После этого Полихар неоднократно шёл жаловаться к царям и эфорам, но всё было безрезультатно. Он обезумел и стал убивать каждого попадавшего на пути ему спартанца. Мессения требовала от Спарты выдачи Эвефна, в то время как Спарта — выдачи Полихара. Когда спартанское посольство прибыло в Мессению и потребовало выдачи Полихара, мессенские власти, посоветовавшись с народом, предложили передать это дело аргивянам или Ареопагу в Афинах. Спустя несколько месяцев Эвфай стал правителем Мессении.
Спартанцы, под предлогом невыдачи Полихара, убийства Телекла и обмана Кресфонта в жребии объявили Мессении войну, никого не предупредив. Назначив военачальником Алкамена, они дали клятву, что не остановятся, пока не получат Мессению, несмотря на длительность войны и бедствия от неё. Войско лакедемонян напало на небольшой приграничный город Амфея ночью. Ворота города были открыты, а стража отсутствовала, поэтому воины легко захватили в город. Павсаний утверждает, что это произошло во второй год девятой Олимпиады и в пятый год правления Эсимида в Афинах. После смерти Алкамена царём Спарты стал его сын Полидор. Согласно Excerpta Latina Barbari, преемником Алкамена стал Автомед, что является ошибкой.

### Античные источники
- Диодор Сицилийский. Греческая мифология (Историческая библиотека) / перевод с древнегреческого О. П. Цыбенко. — М.: Лабиринт, 2000. — 224 с. — ISBN 5-87604-091-6.
- Павсаний. Описание Эллады / перевод с древнегреческого С. П. Кондратьева. — СПб.: Алетейя, 1996. — Т. 1. — ISBN 5-89329-006-2.
- Плутарх. Застольные беседы / Изд. подгот. Боровский Я. М., Ботвинник М. Н., Брагинская Н. В., Гаспаров М. Л., Ковалева П. И., Левинская О. Л.. — Л.: Наука, 1990. — ISBN 5-02-027967-6.

### Современные источники

#### На русском языке
- Печатнова Л. Г. История Спарты (период архаики и классики). — СПб.: Гуманитарная Академия, 2001. — 510 с. — ISBN 5-93762-008-9.
- Пёльман Р. Очерк греческой истории и источниковедения / перевод с немецкого А. С. Князькова. — Санкт-Петербург: Алетейя, 1999.

#### На других языках
- Cartledge P. Sparta and Lakonia: A Regional History 1300—362 BC (англ.). — second edition. — London and New York, 2002. — ISBN 0-203-47223-3.
- Kõiv M.[эст.]. Ancient Tradition and Early Greek History: The Origins of States in Early-archaic Sparta, Argos and Corinth (англ.). — Tallinn: Avita Publishers, 2003. — ISBN 9985-2-0807-2.
- Poralla P. Prosopographie der Lakedaimonier: bis auf die Zeit Alexanders des Großen (нем.). — Breslau: Max & Comp., 1913.